# Cuphea tolucana
Cuphea tolucana là một loài thực vật có hoa trong họ Lythraceae. Loài này được Peyr. mô tả khoa học đầu tiên năm 1859.